# Alexandre de Paris (coiffeur)
Pour l’article homonyme, voir Alexandre de Paris.
Alexandre de Paris, né Louis Alexandre Albert Raimon le 6 septembre 1922 à Saint-Tropez et mort le 3 janvier 2008 à Montfort-l'Amaury, est un maître coiffeur français.
C'est par lui que la haute couture parisienne donna ses lettres de noblesse à la profession de coiffeur, acceptant enfin la présence d'Alexandre et de ses équipes à pénétrer dans les cabines de mannequins lors des défilés et d'y réaliser les coiffures décidées et agréées à l'avance, par les plus grands couturiers. 
De grands réalisateurs de cinéma comme Joseph L. Mankiewicz firent également appel à lui pour coiffer les stars.
Des produits de soins et d'hygiène ainsi que de nombreux accessoires et outillages de coiffure portent encore sa marque.

## Biographie
Il nait à Saint Tropez ; ses parents sont restaurateurs. Alexandre commence sa carrière en 1938 comme apprenti dans le plus prestigieux salon de coiffure de Cannes. Il devient « premier garçon » du salon Antoine, c'est là notamment qu'il rencontre Andrée Banaudi, avec qui il restera marié toute sa vie.
En 1944, il se fait connaître en réalisant la coiffure de mariage de la Bégum Aga Khan, Yvette Labrousse,. Il invente la même année le concept du chignon artistique et travaillera pendant plus de quarante ans avec les grands couturiers tels Coco Chanel, Yves Saint Laurent, Hubert de Givenchy, Christian Dior, Karl Lagerfeld, Madame Grès, Jean Paul Gaultier, ou encore Thierry Mugler. Au même titre que ceux-ci, il symbolisa pendant près de cinquante ans l'élégance de la France, et fit rayonner l'art capillaire français.
En 1952, Alexandre s'installe à Paris en association avec les sœurs Carita, puis il ouvre son premier salon cinq ans plus tard en 1957 dans la même rue du Faubourg-Saint-Honoré. Jean Cocteau, son ami, dessina son logotype et la typographie de son nom, le surnommant le « Sphinx de la Coiffure ». C'est également Jean Cocteau qui décora le salon Alexandre Hommes ouvert en 1959, situé 29, rue Marbeuf. Plus tard, en 1982[réf. nécessaire], il ouvrira son salon actuel, 3, avenue Matignon à Paris.

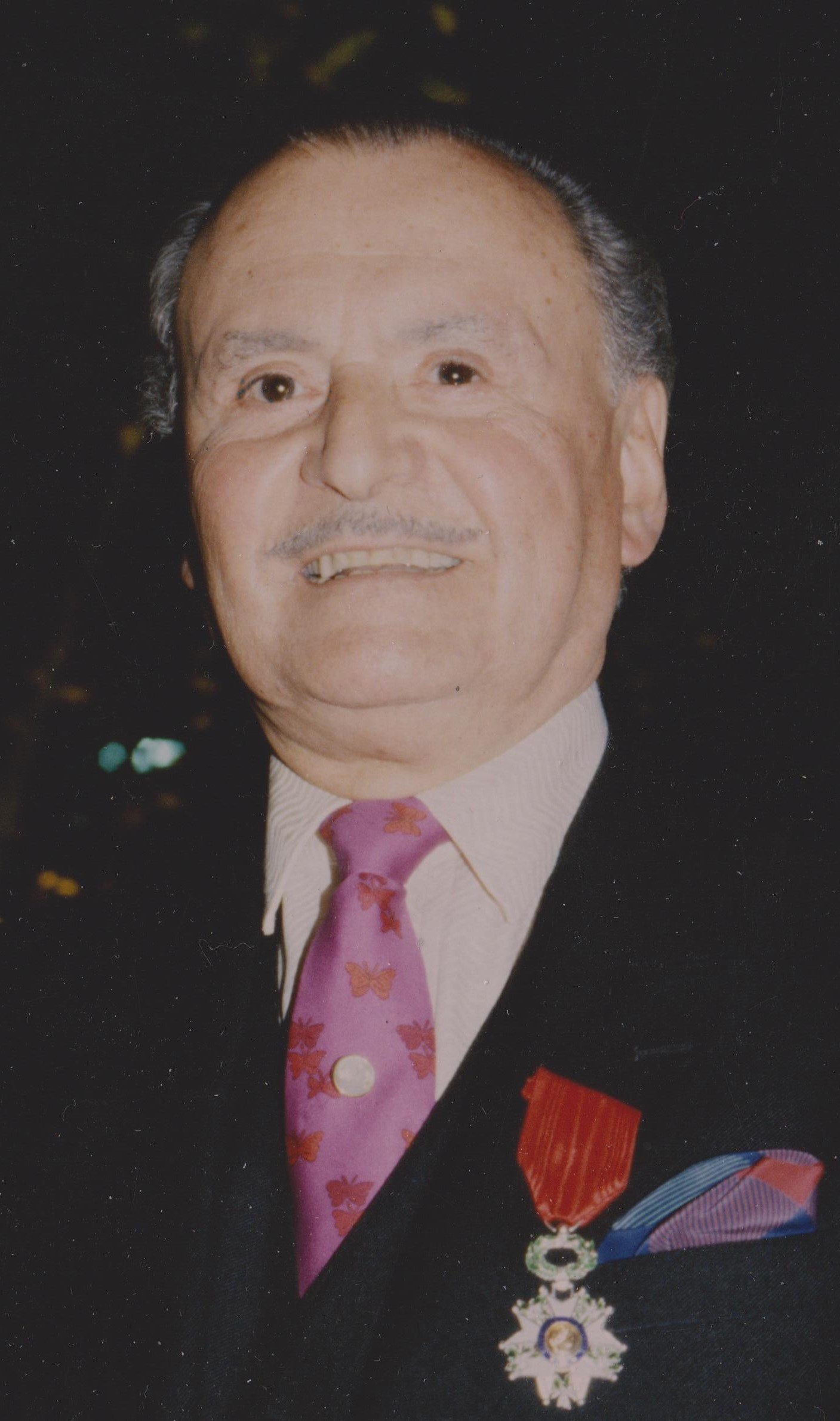
Alexandre de Paris.

Il compte parmi ses clientes la duchesse de Windsor (son entremise auprès du Gotha lui assura une réussite immédiate, il continuera de la coiffer pendant plus de 30 ans), la comtesse de Paris, la princesse Grace de Monaco, Jacqueline de Ribes, Aimée de Heeren, Farah Pahlavi, Gloria Guinness (en), Dolores Guinness, mais aussi les actrices Audrey Hepburn, Lauren Bacall, Liza Minnelli, Shirley MacLaine, Greta Garbo, Maria Callas, Sophia Loren (elle aurait été coiffée par Alexandre plus de cinq cents fois), Arletty, Michèle Morgan et Romy Schneider.
À l'occasion d'un dîner d'État donné au château de Versailles par le général de Gaulle en l'honneur du président américain John F. Kennedy en 1961, Alexandre parsème de petits diamants le chignon de Jackie Kennedy,. Il crée également pour Elizabeth Taylor la coiffure qu'elle porte dans le film Cléopâtre. Il était très attaché à Elizabeth Taylor qu'il considérait comme une amie personnelle et qu'il coiffa notamment pour son mariage[Lequel ?] avec Richard Burton.
Outre les actrices célèbres et les grandes familles du Gotha auxquelles il était lié, il était le coiffeur attitré de nombreux monarques à travers le monde. Ainsi il coiffait le roi Hassan II, la reine Nour de Jordanie… et fut invité par le chah d'Iran Mohammad Reza Pahlavi à coiffer les convives des célébrations de Persépolis en 1971. Il est surnommé également « le coiffeur des reines ».
Alexandre fut président d'Intercoiffure Mondial de 1978 à 1993, la fédération mondiale de la coiffure. Il contribua, à ce titre, à l'acquisition de l'hôtel particulier de la rue Jean-Goujon, où se situèrent alors les bureaux qui furent inaugurés par la princesse Grace de Monaco, marraine de l'association, ainsi que la  comtesse de Paris . 
Au sein de la rétrospective « Les Années Grace Kelly », tenue à l'été 2007 au Grimaldi Forum de Monaco, Frédéric Mitterrand, le commissaire de l'exposition, a rendu hommage à l'œuvre d'Alexandre auprès de la princesse Grace de Monaco en exposant une sélection de dessins du maître, de photos et de lettres témoignant du dévouement et du grand respect qu'il avait pour la princesse et la principauté.
Louis Alexandre Raimon s'est éteint au début de janvier 2008 à l'âge de 85 ans auprès de son épouse et de son fils.

### Prix et distinctions

#### Prix
- Récompensé par deux Oscars de la mode en 1963 et 1969
- Dé d'or d'honneur de la haute couture (1994)[5]

#### Décorations
- : chevalier de la Légion d'honneur[2][Quand ?]
- : chevalier de l'ordre national du Mérite
- : chevalier des Arts et des Lettres[2]
- : chevalier de l'ordre de Saint-Charles (Monaco)
- Médaille de vermeil de la Ville de Paris

## Publications
- Sous le casque d'Alexandre, en collaboration avec Etienne de Montpezat
- Mon destin animé, avec Maxime Kant